# Abu Nuwas (cràter)
Abu Nuwas és un cràter d'impacte en el planeta Mercuri de 116 km de diàmetre. Porta el nom del poeta àrab Abu-Nuwàs (c. 755 - c. 814), i el seu nom va ser aprovat per la Unió Astronòmica Internacional el 1976.
Sembla que hi ha una petita muntanya centrada a l'interior del sòl d'Abu Nuwas. La paret del cràter s'obre cap al sud per enllaçar amb un cràter molt més petit, sense nom. Al nord es troben els cràters Ts'ai Wen-chi i Rodin. Al sud-oest es troba el cràter de Molière, i el cràter Aśvaghoṣa es troba cap al sud.